# 1956 dans le catholicisme
Chronologie du catholicisme
- 1952
- 1953
- 1954
- 1955
- 1956
- 1957
- 1958
- 1959
- 1960

Cet article présente les faits marquants de l'année 1956 dans le catholicisme.

## Évènements
- 15 mai : publication de l'encyclique Haurietis aquas sur le Sacré-Cœur.
- 7 octobre : béatification d'Innocent XI.

## Naissances
- 8 janvier : Ansgar Puff, prélat allemand, évêque auxiliaire de Cologne et évêque titulaire de Gordus (de)
- 28 janvier : Ihor Issitchenko, archevêque orthodoxe ukrainien converti au catholicisme
- 23 février : Józef Kupny, prélat polonais, archevêque de Wrocław
- 16 mars : Luis Mariano Montemayor, prélat argentin, diplomate du Saint-Siège et archevêque titulaire d'Illici (de)
- 26 mars : Terry LaValley, prélat américain, évêque d'Ogdensburg
- 31 mars : Pierre Debergé, prêtre, bibliste et enseignant français
- 2 avril : Johannes Bündgens, prélat allemand, évêque auxiliaire d'Aix-la-Chapelle et évêque titulaire d'Árd Carna (de)
- 10 avril : James Daman, prélat nigérian, évêque de Shendam († 12 janvier 2015)
- 16 avril : Hervé Gosselin, prélat français, évêque d'Angoulême
- 6 mai : Sylvaine Landrivon, théologienne et militante féministe française
- 18 mai : Jean Mbarga, prélat camerounais, archevêque de Yaoundé
- 5 juin : Salvatore Cordileone, prélat américain, archevêque de San Francisco
- 14 juin : José Antonio Eguren, prélat péruvien, archevêque de Piura
- 23 juin : Stanislav Chirokoradiouk, prélat ukrainien, évêque d'Odessa
- 5 juillet : Juan Ignacio González Errázuriz, prélat chilien, évêque de San Bernardo
- 14 juillet : Franz Lackner, prélat autrichien, archevêque de Salzbourg
- 17 juillet : Léon Kalenga Badikebele, prélat congolais, diplomate du Saint-Siège et archevêque titulaire de Magnetum (de)
- 30 juillet : Georg Gänswein, prélat allemand, secrétaire personnel de Benoît XVI, diplomate du Saint-Siège et archevêque titulaire d'Urbs Salvia (de)
- 10 août : Antoine Hérouard, prélat français, archevêque de Dijon
- 18 août : Rainer Woelki, cardinal allemand, archevêque de Cologne
- 20 août : Manuel Nin, prélat espagnol, exarque apostolique de l'Église grecque-catholique hellène et évêque titulaire de Carcabia (de)
- 25 août : Robert Brahm, prélat allemand, évêque auxiliaire de Trèves et évêque titulaire de Mimiana (de)
- 26 août : Peter Joseph Hundt, prélat canadien, archevêque de Saint-Jean
- 1er septembre : François-Xavier Maroy, prélat congolais, archevêque de Bukavu
- 7 septembre : Ladislav Nemet, premier cardinal serbe, archevêque de Belgrade
- 19 septembre : William Terrence McGrattan, prélat canadien, évêque de Calgary
- 24 septembre : Stephen Brislin, cardinal sud-africain, archevêque de Johannesburg
- 2 octobre : Philippe Ballot, prélat français, archevêque-évêque de Metz
- 30 octobre : Carlos Azpiroz Costa, prélat argentin, ancien maître de l'ordre des Prêcheurs, archevêque de Bahía Blanca
- 2 novembre : 
  - Jean-Marc Eychenne, prélat français, évêque de Grenoble-Vienne
  - Martin Krebs, prélat allemand, diplomate du Saint-Siège et archevêque titulaire de Taborenta (de)
- 10 novembre : Martin Kmetec, prélat et missionnaire slovène, archevêque d'Izmir
- 18 décembre : Thaddeus Okolo, prélat nigérian, diplomate du Saint-Siège et archevêque titulaire de Novica (de)
- Date précise inconnue : Benoît Domergue, prêtre et essayiste français

## Décès
- 9 février : Bienheureux Léopold d'Alpandeire, frère mineur capucin espagnol (° 24 juin 1864)
- 28 février : Bienheureux Carlo Gnocchi, prêtre, éducateur et fondateur italien (° 25 octobre 1902)
- 1er mars : Raymond Defosse, prêtre, missionnaire, militaire et résistant français, compagnon de la Libération (° 26 décembre 1897)
- 10 mars : Jean-Joseph Moussaron, prélat français, archevêque d'Albi (° 10 septembre 1877)
- 29 mars : Henri Delépine, prêtre, enseignant, éditeur, maître de chapelle et compositeur français (° 3 mars 1871)
- 16 avril : 
  - Jacob Muyser, prêtre et missionnaire néerlandais en Égypte (° 9 mai 1896)
  - Jean-Joconde Stévenin, prêtre, autonomiste valdôtain et homme politique italien (° 2 février 1865)
- 21 avril : Georges-Louis Dropsy, prêtre et résistant belge (° 20 février 1898)
- 25 avril : Georges Jacquin, prélat français, évêque de Moulins (° 2 avril 1881)
- 17 mai : Henri Friteau, prélat et missionnaire français, vicaire apostolique de Loango (° 31 décembre 1884)
- 25 mai : Pierre-Fourier Evrard, prêtre et résistant français (° 24 mars 1876)
- 26 juin : John Hawes, prêtre anglican puis catholique, architecte britannique (° 7 septembre 1876)
- Juillet : Henri-Xavier Arquillière, prêtre, théologien et enseignant français (° 19 septembre 1883)
- 4 août : Édouard Mesguen, prélat français, évêque de Poitiers (° 28 novembre 1880)
- 20 août : Bernard Griffin, cardinal britannique, archevêque de Westminster (° 21 février 1899)
- 30 août : Aita Donostia, prêtre et musicien espagnol (° 10 janvier 1886)
- 1er septembre : Basile Vladimir Ladyka, prélat grec-catholique ukrainien au Canada (° 2 août 1884)
- 13 octobre : Augustin Jean Ukken, prêtre syro-malabar, vénérable (° 19 décembre 1880)
- 21 octobre : Thomas Dehau, religieux dominicain et auteur français, accusé d'abus sexuels (° 5 août 1870)
- 28 octobre : Louis-Joseph Gaillard, prélat français, archevêque de Tours (° 21 octobre 1872)
- 31 octobre : Edmund A. Walsh, prêtre jésuite, écrivain et géopolitologue américain (° 10 octobre 1885)
- 4 novembre : Jules Saliège, cardinal et résistant français, archevêque de Toulouse, Juste parmi les nations (° 24 février 1870)
- 29 novembre : Victor Lelièvre, prêtre français, missionnaire au Canada (° 4 mars 1876)
- 26 décembre : 
  - Alfred Foreau, prêtre jésuite, enseignant français et cofondateur de la Jeunesse agricole catholique (° 31 décembre 1884)
  - Jean Viollet, prêtre, fondateur et résistant français, Juste parmi les nations (° 3 février 1875)